# Lappträsks kyrka, Sverige
Lappträsks kyrka är en kyrkobyggnad i Lappträsk i Luleå stift. Den är församlingskyrka i Haparanda församling i Luleå stift. Till 2010 tillhörde den det numera upplösta Karl Gustavs församling. 

## Kyrkobyggnaden
Kyrkan uppfördes 1949–1952 efter ritningar av arkitekt Bertil Höök. 16 november 1952 invigdes kyrkan av biskop Bengt Jonzon. Byggnaden har en stomme av trä och består av ett rektangulärt långhus med utskjutande sakristia och vapenhus. Ytterväggarna är klädda med gråvit, liggande träpanel och det branta sadeltaket är klätt med spån. Entrén har en loggia som täcks av ett spånklätt valmat tak.
Kyrkorummet har trägolv och en fast bänkinredning. Innerväggarna är klädda med gråvit träpanel, korväggen är målad i blått. Det brutna innertaket är klätt med vitmålad träpanel. Altaret är placerat i en nisch.
Intill kyrkan finns en fristående klockstapel med spånklädd huv som är uppförd 1951. Kyrkklockan är gjuten av Bergholtz klockgjuteri.